# Bloody Roar: Primal Fury
 (décembre 2018).
Si vous disposez d'ouvrages ou d'articles de référence ou si vous connaissez des sites web de qualité traitant du thème abordé ici, merci de compléter l'article en donnant les références utiles à sa vérifiabilité et en les liant à la section « Notes et références ».
 (février 2017).
Bloody Roar: Primal Fury est un jeu vidéo de combat développé par Hudson Soft et édité par Activision. Le jeu est sorti en 2002 sur GameCube et est le premier jeu de combat de cette même console.
Il fait partie de la série Bloody Roar.

## Synopsis
Dans ces temps instables entre les humains et les Zoanthropes, un royaume se fait connaître. Une nation composée de 80 pour cent de Zoanthropes. Cependant, ce lieu est encore récent et soumis à l'oppressante menace des humains, en particulier dû aux rumeurs sur un mécontentement de la part du Royaume-Uni. Voilà, pourquoi il faut construire une armée militaire composée de puissants Zoanthropes en vue de préserver la paix dans le royaume. En même temps, un tournoi se prépare pour désigner le plus puissant des Zoanthropes, mais ce tournoi n'aurait-il pas un lien avec la militarisation du Royaume Zoanthrope ?

## Système de jeu
Les Bloody Roar sont réputés pour être des jeux très violent au gameplay simple et instinctif. Quelques combinaisons suffiront à sortir les coups les plus destructeurs et les novices pourront affronter les plus experts sans se faire ridiculiser. Cependant un peu de stratégie est requise au niveau des transformations bestiales.
- En effet, la barre de vie est divisible en 3 :
  - en vert - la vie effective : quand il n'y en a plus, c'est le KO !
  - en bleu - c'est la vie en suspens : lorsque le personnage est en mode bestial, sa barre verte remonte doucement à hauteur de la barre bleue.
- Transformation : il y a une jauge de transformation en bas de l'écran. Cette barre bleue se remplit lorsque l'on frappe. Quand elle est pleine, elle se vide et fait place à une barre jaune et la transformation est possible. Plus la barre jaune a été remplie, plus cette transformation durera car les coups de l'adversaire la diminuent et, lorsque la jauge est vide, le joueur redevient humain.
- Hyper transformation : à tout moment, il est possible de l'activer en appuyant sur la touche "Z". On perd alors la moitié de sa vie et cette transformation (animal + effet de flou bestial) ne dure qu'une poignée de secondes. En échange, on peut effectuer autant de coups ultimes que souhaités et le temps suspend son vol. Cette transformation est donc à utiliser en principe en fin de combat dans un ultime espoir de renverser la situation.

## Mode de jeu
- Arcade : fait office de mode histoire
- Versus : combat à deux joueurs l'un contre l'autre
- Time attack : suite de combats chronométrés
- Survival : suite de combats où la vie ne reviens que partiellement entre chaque stage
- Team battle : combats en équipes
- Versus team battle : mode Versus en équipes
- Entraînement : permet de jouer contre un pantin et de visualiser les combinaisons de touches utilisées en direct

### Mode Bonus
- Movie Player : permet de revoir les courtes cinématiques en dessin animé qui illustrent les fins de chaque personnage en mode arcade ainsi que les autres cinématiques.
- Combats Com : permet de voir le jeu se battre contre lui-même.
- Cheat : permet de débloquer différents Modes : Enfants, Grands enfants, Pas de murs, Buffle, Murs fragiles, Casser les murs dans le dernier round, Ralenti, Turbo, Pas de blocages, Mode Expert, Mode Bestiale, Mode Hyper

## Personnages
Yugo Ogami
- Forme bestiale : Le Loup

Fils d'un mercenaire. À 17 ans, il apprend la mort à la guerre de son père mais doute des circonstances et entame une investigation. Yugo découvre alors que ce dernier était un "Zoanthrope" et qu'il mourut pour s'être impliqué dans la conspiration d'une multinationale Tylon, qui exploitait les Zoanthropes. Yugo se promet d'arrêter le complot de Tylon aidé par quelques amis qu'il rencontra durant son enquête.
Alice Nonomura
- Forme bestiale : Le Lapin

Enfant, elle fut kidnappée par la multinationale Tylon et convertie en Zoanthrope. Elle s'échappa de l'institution avant de subir un lavage de cerveau. Lors de sa fuite, une autre fille, Uriko, qui l'accompagnait, fut capturée. Cependant, elle retourna pour libérer son amie.
Steven "Stun" Goldberg
- Forme bestiale : L'Insecte

Steven, désormais Stun, était un jeune scientifique de l'institut de Tylon travaillant sur la Recherche Génétique. Il avait beaucoup de zèle et d'espoir, et pensait que ses recherches aideraient l'humanité. Après avoir découvert les atrocités commises par l'institut et son collègue Busuzima, Stun se convertit en Zoanthrope artificiel qui plongea son esprit le rendant plus sombre et désireux de vengeance.
Uriko Nonomura
- Forme bestiale : La Semi-bête

Fille unique d'un pêcheur. À 8 ans, elle fut kidnappée par l'entreprise Tylon, à cause de l'intérêt de la multinationale pour son héritage chromosomique. Elle s'enfuit avec Alice mais fut capturée à nouveau et subit un lavage de cerveaux qui la transforma en l'arme ultime la "WereChimera". Elle fut, cependant, à nouveau libérée par Alice et sa mère qui annulèrent les effets du lavage de cerveaux, en l'accueillant dans leur famille.
Xion
- Forme bestiale : Le "Unborn"

Son histoire est vague, mais son but, lui, est clair, détruire un par un les Zoanthrope, en vue d'acquérir un pouvoir ultime et de créer un nouveau monde.
Jean "Shina" Gado
- Forme bestiale : Le Léopard

Elle fut adoptée par un homme après la mort de ses parents à la guerre. Influencée par son père adoptif, Alan, considéré comme un mercenaire de légendes, elle fit dès son enfance preuve de remarquables habilités au combat. Après l'obtention de son diplôme de graduation, elle devint mercenaire.
Hajime Busuzima
- Forme bestiale : Le Caméléon

Ce fut un garçon très curieux qui étudiait les insectes sans même hésiter à les disséquer. Il travaille désormais pour l'entreprise Tylon, alors que lui-même est un Zoanthrope.
Jenny Burtory
- Forme bestiale : La Chauve-souris

Une femme mystérieuse, elle est connue comme une célèbre top model européenne, mais peu de monde connaissent sa vraie profession. En effet, elle travaille en tant qu'agent secret, et a déjà servi à la multinationale Tylon.
Alan Gado
- Forme bestiale : Le Lion

Un légendaire mercenaire. Dans sa lutte contre le mal, il confronta l'entreprise Tylon, au courant la conspiration qui se préparait. Cependant, après un affrontement contre l'institution, il perdit beaucoup de camarades de guerre. Il est désormais seul dans sa lutte.
Shenlong
- Forme bestiale : Le Tigre Blanc

Leader de l'entrepris "Zoanthropes' Release Battle Line", qui contribue à la libération du pouvoir des Zoanthropes. Son opposition face à Tylon, lui donna le titre du plus dangereux des Zoanthropes. Raison pour lui de rester dans l'ombre.
Kenji "Bakuryu" Ogami
- Forme bestiale : La Taupe

Il est le fils unique de membres d'un clan travaillant pour le "Dieu de la Terre" dans un environnement éloigné des grandes villes. Lorsqu'il perdit ses parents, il fut récupéré par un vieil homme d'un village voisin nommé Bakuryu. Ce dernier lui appris toutes les techniques ninja du Dragon de la Terre, et lorsque Kenji quitta son village, il se renomma Bakuryu.
Long Shin
- Forme bestiale : Le Tigre

Un homme solitaire qui réserve son pouvoir. Dans la société underground, il est considéré comme un assassin d'une organisation renom. Il quitta celle-ci, et depuis, il est chassé en tant que traître par ses anciens collègues.
Golan "Ganesha" Draphan
- Forme bestiale : L'Éléphant

La première place d'un tournoi national de combat annonça pour lui l'arrivée au niveau international. Il se destine à affronter Chronos qu'il considère comme la source du chaos qui règne dans son village. 
Personnage à débloquer
Cronos Orma
- Forme bestiale : Le Pingouin
- Forme en Hyper-Beast : Le Phénix

Prince d'une nation ancienne et secrète de Zoanthropes. Après la mort mystérieuse de sa mère et de sa sœur, son père l'infligea de nombreuses expériences en vue de faire de lui un combattant ultime prêt à gagner tous les tournois. 
Personnage à débloquer
Kohryu
- Forme bestiale : La Taupe Métallique

Il a suivi le même entraînement que Bakuryu. Il a pour but de combattre et d'éliminer les autres Zoanthrope. La compagnie Yun Chi Manufacturing lui a posé différents implants métalliques le rendant presque entièrement robotique.
Personnage à débloquer
Uranus
- Forme bestiale : La Chimère

Créée à partir du projet "Werechimera" de l'entreprise Tylon, débutée avec Uriko. Elle est considérée comme le Zoanthrope ultime.
Personnage à débloquer
Fang
- Forme bestiale : Le Loup Ailé

Un personnage bonus tiré du manga Bloody Roar où il est le personnage principal.
Inédit à la version Japonaise. Personnage à débloquer.

## Postérité
Le jeu fut porté en 2003 sur la console Xbox et nommé Bloody Roar: Extreme. Dans ce portage les cinématiques sont en 3D, Fang est disponible même pour la version européenne et américaine, enfin, Cronos et Ganesha sont disponibles dès le début.